# Ортопедія, травматологія та протезування (журнал)
Ортопедія, травматологія та протезування (ОТП) — науковий медичний рецензований журнал, який індексується у Scopus, був заснований у Харкові у 1927 році Михайлом Ситенко та  є офіційним виданням Української асоціації ортопедів-травматологів, 

## Основна інформація
Журнал є спеціалізованим виданням у галузі ортопедії, травматології та протезуванням.
Мова публікації: українська та англійська.
Журнал виходить щоквартально, а саме: 1 квітня, 1 липня, 1 жовтня, 28 грудня.
Журнал внесено до Реєстру наукових видань України  (від 07.11.2018) в галузі медицини для публікації наукових результатів дисертаційних робіт (категорія А) (попередні реєстрації № 1а/5 від 22.05.1997, № 1-05/7 від 09.06.1999, № 1-05/4 від 14.10.2009).
Електронна версія журналу у відкритому доступі представлена на сайті http://otp-journal.com.ua/. [Архівовано 14 вересня 2019 у Wayback Machine.]
Подання статей до журналу можливо онлайн на сайті журналу після реєстрації [Архівовано 12 квітня 2020 у Wayback Machine.]

## Ідексування
Журнал індексується у Scopus, Ulrich's Periodicals Directory, EBSCO, WorldCat, Google Scholar, Bielefeld Academic Search Engine, Research Bible, Національна бібліотека України ім. В. І. Вернадського.
Згідно з укладеним із CrossRef Договором (№ РЧ/05-2014 від 08.07.2014) редакція журналу кожній статті, опублікованій з 2009 року, вказує DOI як обов’язковий елемент сучасного наукового видання. 